# Dollhouse (singolo Melanie Martinez)
Dollhouse è il singolo di debutto della cantante statunitense Melanie Martinez, pubblicato il 22 aprile 2014 come primo estratto dall'EP Dollhouse e dal primo album in studio Cry Baby.

## Il brano
Dollhouse si è rivelato essere un prequel di Sippy Cup, quando quest'ultimo è uscito come singolo.
Dal punto di vista lirico, la canzone parla di una famiglia disfunzionale, che, secondo Melanie, "si nasconde come una facciata di plastica perfetta". La cantante ha anche affermato che Dollhouse è una metafora di come le persone vedono le celebrità e le loro vite pubbliche apparentemente perfette.

## Video musicale
Il video musicale è stato diretto da Nathan Scialom e Tom McNamara e caricato sul canale YouTube della cantante il 9 febbraio 2014. Esso si svolge all'interno una casa delle bambole e fa luce sulla famiglia di Cry Baby. Infatti, mostra che sua madre si ubriaca per non pensare al fatto che il marito la tradisce e suo fratello fuma marijuana. La bambina che gioca con loro però, è all'oscuro di tutto, finché non viene inserita dentro la casa e la famiglia di Melanie inizia ad avvicinarsi a lei con fare inquietante. Alla fine la bambina scopre che era tutto nella sua testa ma, terrorizzata, scappa via.

## Tracce
Download digitale
1. Dollhouse – 3:51

Dollhouse Remixes - EP
1. Dollhouse (Kiely Rich Remix) – 6:20
2. Dollhouse (One Love Remix) – 4:27
3. Dollhouse (Jai Wolf Remix) – 4:08
4. Dollhouse (Treasure Fingers H.O.U.S.E Remix) – 4:46